# Alfeu (Bíblia)
Alfeu é um personagem bíblico do Novo Testamento. Ele é tradicionalmente identificado como o mesmo Cléofas, esposo de Maria de Cléofas e pai de Tiago, o Menor, José, Simão, o Zelote e Judas Tadeu.
Nas tradições da era medieval, como a Legenda Áurea, Alfeu seria um dos três esposos de Santa Ana, juntamente com Joaquim, pai da Virgem Maria, e Salomas, pai de Maria Salomé e esposa de Zebedeu.

## Relato bíblico
Segundo o Evangelho de Mateus, Mateus era um dos apóstolos (listado em Mateus 10:3). Em Marcos, no episódio conhecido como Chamado de Mateus, lê-se: «E, passando, viu Levi, filho de Alfeu, sentado na recebedoria, e disse-lhe: Segue-me. E, levantando-se, o seguiu» (Marcos 2:14), o que nos permite inferir que "Mateus, o publicano" seria o mesmo Levi, filho de Alfeu.
Todavia, é possível que existissem dois homens chamados Alfeu, pois não há nenhuma passagem bíblica que confirme ter sido Mateus irmão de Tiago. Tanto em Mateus 10:3, quanto na lista de apóstolos dos demais evangelhos, Alfeu é mencionado somente como sendo o pai de Tiago, sem nenhuma indicação de algum parentesco com Mateus: «E a André, e a Filipe, e a Bartolomeu, e a Mateus, e a Tomé, e a Tiago, filho de Alfeu, e a Tadeu, e a Simão o Zelote» (Marcos 3:18) e «Mateus e Tomé; Tiago, filho de Alfeu, e Simão, chamado Zelote» (Lucas 6:15). O mesmo acontece nos Atos dos Apóstolos: «E entrando, subiram ao cenáculo, onde habitavam Pedro e Tiago, João e André, Filipe e Tomé, Bartolomeu e Mateus, Tiago, filho de Alfeu, Simão, o Zelote, e Judas, filho de Tiago.» (Atos 1:13)
Nesta última citação, em Atos, Judas Tadeu é identificado como "irmão de Tiago", o que induz ter sido Alfeu também pai deste outro apóstolo de Jesus.